# Миролюбівка (Кам'янський район)
Миролю́бівка — село в Україні, у П'ятихатській міській громаді Кам'янського району Дніпропетровської області.
Населення —464 мешканці.

## Географія
Село Миролюбівка знаходиться на березі річки Жовта (в основному на лівому березі), вище за течією на відстані 1 км розташоване село Жовте, нижче за течією примикає місто Жовті Води. Поруч проходить автомобільна дорога Р74.

## Населення

### Мова
Розподіл населення за рідною мовою за даними перепису 2001 року:
| Мова       | Кількість | Відсоток |
| ---------- | --------- | -------- |
| українська | 424       | 91.38%   |
| російська  | 39        | 8.41%    |
| вірменська | 1         | 0.21%    |
| Усього     | 464       | 100%     |

## Соціальна сфера
- Публічна сільська бібліотека — філія № 35 П'ятихатської ЦБС
- Сільський будинок культури
- Фельдшерський пункт

## Релігія
В селі знаходиться Храм Святої Трійці ПЦУ.